# Kanton Mas-Cabardès
Der Kanton Mas-Cabardès war bis 2015 ein französischer Wahlkreis im Département Aude in der Region Languedoc-Roussillon. Er umfasste 15 Gemeinden im Arrondissement Carcassonne; sein Hauptort (frz.: chef-lieu) war Mas-Cabardès. Die landesweiten Änderungen in der Zusammensetzung der Kantone brachten im März 2015 seine Auflösung.
Der Kanton war 156,02 km2 groß und hatte 2379 Einwohner (Stand 2012).

## Gemeinden
| Gemeinde                 | Einwohner (Stand: 2022) | Code postal | Code Insee |
| ------------------------ | ----------------------- | ----------- | ---------- |
| Caudebronde              | 220                     | 11390       | 11079      |
| Fournes-Cabardès         | 52                      | 11600       | 11154      |
| Les Ilhes                | 61                      | 11380       | 11174      |
| Labastide-Esparbairenque | 62                      | 11380       | 11180      |
| Lastours                 | 148                     | 11600       | 11194      |
| Les Martys               | 307                     | 11390       | 11221      |
| Mas-Cabardès             | 173                     | 11380       | 11222      |
| Miraval-Cabardès         | 55                      | 11380       | 11232      |
| Pradelles-Cabardès       | 160                     | 11380       | 11297      |
| Roquefère                | 71                      | 11380       | 11319      |
| Salsigne                 | 388                     | 11600       | 11372      |
| La Tourette-Cabardès     | 22                      | 11380       | 11391      |
| Trassanel                | 26                      | 11160       | 11395      |
| Villanière               | 147                     | 11600       | 11411      |
| Villardonnel             | 510                     | 11600       | 11413      |

## Bevölkerungsentwicklung
| 1962 | 1968 | 1975 | 1982 | 1990 | 1999 | 2006 | 2012 |
| ---- | ---- | ---- | ---- | ---- | ---- | ---- | ---- |
| 2892 | 3170 | 2629 | 2303 | 2130 | 2108 | 2319 | 2379 |